# 尾道市農業協同組合
尾道市農業協同組合（おのみちしのうぎょうきょうどうくみあい、通称JA尾道市）は、広島県尾道市に本店を置く農業協同組合である。

## 事業区域
- 尾道市（瀬戸田町除く）、世羅郡世羅町

## 沿革
- 1966年4月1日：設立。
- 2001年3月1日：近隣の5農協と合併。

## 主な特産品
- シャインマスカット、ピオーネ、レモンなど

## 関連人物
- 奥田正和 - 世羅町町長。前身の世羅郡農協に勤務。